# ألبرت لوكاس
ألبرت لوكاس (بالإنجليزية: Albert Lucas)‏ هو لاعب سيرك ‏ أمريكي، ولد في 1960.